# Bulgaria ai XVI Giochi olimpici invernali
La Bulgaria partecipò ai XVI Giochi olimpici invernali, svoltisi ad Albertville, Francia, dall'8 al 23 febbraio 1992, con una delegazione di 30 atleti impegnati in sette discipline.